# Okamoto Hideo
Hideo Okamoto (sinh ngày 26 tháng 12 năm 1983) là một cầu thủ bóng đá người Nhật Bản.

## Sự nghiệp câu lạc bộ
Hideo Okamoto đã từng chơi cho Tokushima Vortis.